# المدينة هادئة
المدينة هادئة (بالفرنسية: La ville est tranquille)‏ هو فيلم دراما أُصدر في 2000. الفيلم من إخراج روبير غيديغيان، أما السيناريو فكان من كتابة روبير غيديغيان، و.

## القصة
تقع أحداث الفيلم في مارسيليا.

## طاقم التمثيل
- اريان اسكارديا
- باسكال روبرتس
- باتريك بونيل  [لغات أخرى]‏
- فيليب ليروي
- يان تريجويه
- جولي ماري بارمنتييه
- Alain Lenglet  [لغات أخرى]‏
- جاكوس بوديت
- جان بيير داروسان
- جيرار مويلا  [لغات أخرى]‏
- Jacques Pieiller [الإنجليزية]‏

## الإنتاج
صوّر الفيلم في مارسيليا ، وكان بيرنارد كافالي ‏ مديرًا لتصوير الفيلم.
.

## وصلات خارجية
- المدينة هادئة على موقع IMDb (الإنجليزية)
- المدينة هادئة على موقع ميتاكريتيك (الإنجليزية)
- المدينة هادئة على موقع نتفليكس (الإنجليزية)
- المدينة هادئة على موقع ألو سيني (الفرنسية)
- المدينة هادئة على موقع أول موفي (الإنجليزية)
- المدينة هادئة على موقع بوكس أوفيس موجو (الإنجليزية)
- المدينة هادئة على موقع فيلمافينيتي (الإسبانية)
- المدينة هادئة على موقع قاعدة بيانات الأفلام السويدية (السويدية)
- المدينة هادئة على موقع قاعدة بيانات الفيلم (الإنجليزية)
- المدينة هادئة على موقع ليتربوكسد (الإنجليزية)